# Gran Premio de Gran Bretaña de Motociclismo de 1980
El Gran Premio de Gran Bretaña de Motociclismo de 1980 fue la octava prueba de la temporada 1980 del Campeonato Mundial de Motociclismo. El Gran Premio se disputó el 10 de agosto de 1980 en el Circuito de Silverstone.
En este Gran Premio se tiene que lamentar la muerte de dos pilotos. Durante la carrera de 500, Patrick Pons cae a causa de un golpe en la cabeza con Michel Rougerie, falleciendo el martes siguiente en el hospital de Northampton. En sidecar, Malcolm White muere por un golpe después de un choque con Yvan Trolliet.

## Resultados 500cc
En la categoría reina, el estadounidense Randy Mamola ganó el Gran Premio y evitó que su compatriota Kenny Roberts pudiera conseguir el título de manera matemática, que fue segundo. De esta manera, Roberts sigue dominando la clasificación general con 13 puntos sobre Mamola y todo se decidirá en la última prueba del calendario en Alemania.
| Pos.     | Piloto            | Moto     | Tiempo     | Pts. |
| -------- | ----------------- | -------- | ---------- | ---- |
| 1        | Randy Mamola      | Suzuki   | 42' 52" 71 | 15   |
| 2        | Kenny Roberts     | Yamaha   | +11" 15    | 12   |
| 3        | Marco Lucchinelli | Suzuki   | +26" 39    | 10   |
| 4        | Graziano Rossi    | Suzuki   | +26" 51    | 8    |
| 5        | Johnny Cecotto    | Yamaha   | +46" 21    | 6    |
| 6        | Franco Uncini     | Suzuki   | +49" 78    | 5    |
| 7        | Kork Ballington   | Kawasaki | +56" 02    | 4    |
| 8        | Philippe Coulon   | Suzuki   | +1' 03" 50 | 3    |
| 9        | Jack Middelburg   | Yamaha   | +1' 10" 67 | 2    |
| 10       | Dave Potter       | Yamaha   | +1' 16" 23 | 1    |
| 11       | Dale Singleton    | Yamaha   | +1' 16" 42 |      |
| 12       | John Newbold      | Suzuki   | +1' 18" 57 |      |
| 13       | Graeme Crosby     | Suzuki   | +1' 19" 91 |      |
| 14       | Raymond Roche     | Yamaha   | +1' 39" 16 |      |
| 15       | Takazumi Katayana | Honda    | + 1 Vuelta |      |
| 16       | Boet van Dulmen   | Yamaha   | + 1 Vuelta |      |
| 17       | Steve Parrish     | Suzuki   | + 1 Vuelta |      |
| 18       | Roger Marshall    | Yamaha   | + 1 Vuelta |      |
| 19       | Willem Zoet       | Suzuki   | + 1 Vuelta |      |
| 20       | Peter Sjöström    | Suzuki   | + 1 Vuelta |      |
| 21       | Paul Henderson    | Suzuki   | + 1 Vuelta |      |
| 22       | Gustav Reiner     | Suzuki   | + 1 Vuelta |      |
| 23       | Werner Nenning    | Yamaha   | + 1 Vuelta |      |
| 24       | Gerhard Vogt      | Suzuki   | + 1 Vuelta |      |
| 25       | Henk de Vries     | Suzuki   | + 1 Vuelta |      |
| Ret      | Wil Hartog        | Suzuki   | Ret        |      |
| Ret      | Michel Rougerie   | Suzuki   | Ret        |      |
| Ret      | Barry Sheene      | Yamaha   | Ret        |      |
| Ret      | Michel Frutschi   | Yamaha   | Ret        |      |
| Ret      | Patrick Pons      | Yamaha   | Ret        |      |
| Ret      | Hubert Rigal      | Yamaha   | Ret        |      |
| Ret      | Carlo Perugini    | Suzuki   | Ret        |      |
| Ret      | Bernard Fau       | Yamaha   | Ret        |      |
| Ret      | Sadao Asami       | Yamaha   | Ret        |      |
| Ret      | Jeffrey Sayle     | Yamaha   | Ret        |      |
| Ret      | Gianni Rolando    | Suzuki   | Ret        |      |
| Ret      | Graham Wood       | Yamaha   | Ret        |      |
| DNQ      | Franck Gross      | Suzuki   | DNQ        |      |
| DNQ      | Roberto Pietri    | Suzuki   | DNQ        |      |
| DNQ      | Dennis Ireland    | Suzuki   | DNQ        |      |
| DNQ      | Mick Grant        | Suzuki   | DNQ        |      |
| DNQ      | John Woodey       | Suzuki   | DNQ        |      |
| DNQ      | Alain Nies        | Suzuki   | DNQ        |      |
| DNQ      | Alex George       | Yamaha   | DNQ        |      |
| Sources: |                   |          |            |      |

## Resultados 350cc
En 350cc, se impuso el alemán Anton Mang por delante del sudafricano Jon Ekerold y del francés Éric Saul. La clasificación general sigue comandada por Ekerold, con Mang, segundo, y el venezolano Johnny Cecotto tercero.
| Pos. | Piloto               | Moto             | Tiempo     | Pts. |
| ---- | -------------------- | ---------------- | ---------- | ---- |
| 1    | Anton Mang           | Krauser          | 37' 53" 33 | 15   |
| 2    | Jon Ekerold          | Bimota-Yamaha    | +14" 64    | 12   |
| 3    | Éric Saul            | Yamaha           | +19" 86    | 10   |
| 4    | Jean-François Baldé  | Kawasaki         | +22" 30    | 8    |
| 5    | Tony Rogers          | Yamaha           | +33" 13    | 6    |
| 6    | Keith Huewen         | Yamaha           | +33" 26    | 5    |
| 7    | Tony Head            | Yamaha           | +34" 95    | 4    |
| 8    | Thierry Espié        | Yamaha           | +35" 95    | 3    |
| 9    | Jean-Louis Tournadre | Yamaha           | +39" 58    | 2    |
| 10   | Walter Villa         | Adriatica-Yamaha | +42" 35    | 1    |
| 11   | Graeme McGregor      | Yamaha           | +54" 98    |      |
| 12   | Carlos Lavado        | Yamaha           | +1' 07" 55 |      |
| 13   | John Pace            | Yamaha           | +1' 07" 87 |      |
| 14   | Eero Hyvärinen       | Yamaha           | +1' 07" 89 |      |
| 15   | Jacques Cornu        | Yamaha           | +1' 08" 25 |      |
| 16   | Murray Sayle         | Yamaha           | +1' 14" 40 |      |
| 17   | Edi Stöllinger       | Kawasaki         | +1' 14" 60 |      |
| 18   | Pekka Nurmi          | Yamaha           | +1' 14" 69 |      |
| 19   | Iwao Ishikawa        | Yamaha           | +1' 14" 76 |      |
| 20   | Steve Tonkin         | Yamaha           | +1' 14" 94 |      |
| 21   | Chas Mortimer        | Cotton           | +1' 15" 24 |      |
| 22   | Donnie Robinson      | Yamaha           | +1' 26" 93 |      |
| 23   | Reinhold Roth        | Yamaha           | +1' 35" 84 |      |
| 24   | Reino Eskelinen      | Yamaha           | + 1 Vuelta |      |
| Ret  | Patrick Fernandez    | Yamaha           | Ret        |      |
| Ret  | Jacques Bolle        | Yamaha           | Ret        |      |
| Ret  | Jeffrey Sayle        | Yamaha           | Ret        |      |
| Ret  | Charlie Williams     | Yamaha           | Ret        |      |
| Ret  | Roland Freymond      | Bimota-Yamaha    | Ret        |      |
| Ret  | René Delaby          | Yamaha           | Ret        |      |
| Ret  | Massimo Matteoni     | Bimota-Yamaha    | Ret        |      |
| Ret  | Didier de Radiguès   | Yamaha           | Ret        |      |
| Ret  | Johnny Cecotto       | Bimota-Yamaha    | Ret        |      |
| Ret  | Carlo Perugini       | RTM              | Ret        |      |
| Ret  | Phil Mellor          | Yamaha           | Ret        |      |
| Ret  | Siegfried Minich     | Yamaha           | Ret        |      |
| DNQ  | Gustav Reiner        | Yamaha TZ        | DNQ        |      |
| DNQ  | Klass Hernamdt       | Yamaha           | DNQ        |      |
| DNQ  | Patrick de Radigues  | Yamaha TZ        | DNQ        |      |
| DNQ  | Alan Roethlisberger  | Yamaha TZ        | DNQ        |      |
| DNQ  | Graham Atha          | Yamaha           | DNQ        |      |
| DNQ  | Graham Young         | Yamaha           | DNQ        |      |
| DNQ  | Bernard Murray       | BM Maxton Yamaha | DNQ        |      |
| DNQ  | Marco Grecco         | Yamaha           | DNQ        |      |
| DNQ  | Bengt Elgh           | Yamaha           | DNQ        |      |

## Resultados 250cc
Con el título del cuarto de litro ya decidido a favor alemán Anton Mang, el sudafricano Kork Ballington no tiene suficiente y suma su cuarto triunfo de la temporada, uno más que el vigente campeón del mundo, que termina segundo. El tercer puesto fue para el francés Thierry Espié.
| Pos. | Piloto                 | Moto             | Tiempo     | Pts. |
| ---- | ---------------------- | ---------------- | ---------- | ---- |
| 1    | Kork Ballington        | Kawasaki         | 38' 42" 49 | 15   |
| 2    | Anton Mang             | Krauser          | +0" 52     | 12   |
| 3    | Thierry Espié          | Bimota-Yamaha    | +35" 86    | 10   |
| 4    | Edi Stöllinger         | Kawasaki         | +38" 10    | 8'   |
| 5    | Hans Müller            | Yamaha           | +38" 47    | 6    |
| 6    | Steve Tonkin           | Cotton-Rotax     | +39" 89    | 5    |
| 7    | Graeme McGregor        | Cotton-Rotax     | +47" 72    | 4    |
| 8    | Roland Freymond        | Yamaha           | +49" 52    | 3    |
| 9    | Charlie Williams       | Yamaha           | +50" 82    | 2    |
| 10   | Tony Rogers            | Yamaha           | +50" 94    | 1    |
| 11   | Jean-Marc Toffolo      | Yamaha           | +1' 03" 36 |      |
| 12   | Tony Head              | Yamaha           | +1' 03" 44 |      |
| 13   | Jacques Bolle          | Yamaha           | +1' 03" 79 |      |
| 14   | John Pace              | Yamaha           | +1' 06" 20 |      |
| 15   | René Delaby            | Yamaha           | +1' 07" 95 |      |
| 16   | André Gouin            | Yamaha           | +1' 08" 87 |      |
| 17   | Paolo Ferretti         | Yamaha           | +1' 11" 45 |      |
| 18   | Jean-François Baldé    | Kawasaki         | +1' 12" 32 |      |
| 19   | Barry Woodland         | Yamaha           | +1' 32" 06 |      |
| 20   | Chas Mortimer          | Cotton           | +1' 32" 63 |      |
| 21   | Pierre Tocco           | Yamaha           | +1' 33" 01 |      |
| 22   | Jean-Louis Guignabodet | Kawasaki         | +1' 33" 42 |      |
| 23   | Neil Tuxworth          | Yamaha           | +1' 36" 51 |      |
| 24   | Derek Huxley           | Cotton-Rotax     | +1' 36" 89 |      |
| Ret  | Peter Looijesteijn     | Yamaha           | Ret        |      |
| Ret  | Alan North             | Yamaha           | Ret        |      |
| Ret  | Roger Sibille          | Yamaha           | Ret        |      |
| Ret  | Joey Dunlop            | Yamaha           | Ret        |      |
| Ret  | Carlos Lavado          | Yamaha           | Ret        |      |
| Ret  | Eero Hyvärinen         | Yamaha           | Ret        |      |
| Ret  | Walter Villa           | Yamaha           | Ret        |      |
| Ret  | Sauro Pazzaglia        | Ad Maiora        | Ret        |      |
| Ret  | Steve Henshaw          | Yamaha           | Ret        |      |
| Ret  | Alex Bedford           | Honda            | Ret        |      |
| Ret  | Jean-Louis Tournadre   | Yamaha           | Ret        |      |
| Ret  | Jacques Cornu          | Yamaha           | Ret        |      |
| Ret  | Pekka Nurmi            | Yamaha           | Ret        |      |
| DNQ  | Reinhold Roth          | Yamaha           | DNQ        |      |
| DNQ  | Didier de Radiguès     | Yamaha           | DNQ        |      |
| DNQ  | Bengt Elgh             | Yamaha           | DNQ        |      |
| DNQ  | Eric Saul              | Yamaha Bimota    | DNQ        |      |
| DNQ  | Steven Cull            | Cotton           | DNQ        |      |
| DNQ  | Guy Bertin             | MBA              | DNQ        |      |
| DNQ  | Harald Bartol          | Yamaha           | DNQ        |      |
| DNQ  | Murray Sayle           | Yamaha           | DNQ        |      |
| DNQ  | Klass Hernamdt         | Yamaha           | DNQ        |      |
| DNQ  | Patrick de Radigues    | Yamaha           | DNQ        |      |
| DNQ  | Bernard Murray         | BM Maxton Yamaha | DNQ        |      |
| DNQ  | Graham Young           | Yamaha           | DNQ        |      |

## Resultados 125cc
En el octavo de litro, primera victoria de su palmarés para el italiano Loris Reggiani por delante del suizo Bruno Kneubühler y a su compatriota Pier Paolo Bianchi. Este último, aprovechando la retirada del español Ángel Nieto, da un paso de guigante para adjudicarse el título mundial. Ahora mismo tiene 14 puntos de ventaja sobre Nieto.
| Pos. | Piloto                       | Moto       | Tiempo     | Pts. |
| ---- | ---------------------------- | ---------- | ---------- | ---- |
| 1    | Loris Reggiani               | Minarelli  | 34' 31" 04 | 15   |
| 2    | Bruno Kneubühler             | MBA        | +13" 19    | 12   |
| 3    | Pier Paolo Bianchi           | MBA        | +13" 40    | 10   |
| 4    | Iván Palazzese               | MBA        | +23" 51    | 8    |
| 5    | Eugenio Lazzarini            | Iprem      | +24" 06    | 6    |
| 6    | Harald Bartol                | Bartol-MBA | +36" 62    | 5    |
| 7    | Hans Müller                  | MBA        | +37" 72    | 4    |
| 8    | Patrick Hérouard             | MBA        | +42" 27    | 3    |
| 9    | Henk van Kessel              | Condor     | +55" 49    | 2    |
| 10   | Michel Galbit                | Morbidelli | +1' 00" 61 | 1    |
| 11   | Thierry Noblesse             | MBA        | +1' 10" 33 |      |
| 12   | Rino Zuliani                 | MBA        | +1' 11" 46 |      |
| 13   | Martin van Soest             | MBA        | +1' 29" 15 |      |
| 14   | Peter Hubbard                | Morbidelli | +1' 39" 17 |      |
| 15   | Paul Bordes                  | Morbidelli | +1' 41" 61 |      |
| 16   | Johnny Wickström             | MBA        | +1' 42" 08 |      |
| 17   | Willy Pérez                  | MBA        | +1' 45" 73 |      |
| 18   | Jan Huberts                  | MBA        | + 1 Vuelta |      |
| 19   | Fernando González de Nicolás | MBA        | + 1 Vuelta |      |
| 20   | René Rénier                  | MBA        | + 1 Vuelta |      |
| 21   | Fabrizio Santarini           | MBA        | + 1 Vuelta |      |
| 22   | Joe Genoud                   | MBA        | + 1 Vuelta |      |
| 23   | Jörg Affolter                | MBA        | + 1 Vuelta |      |
| Ret  | Guy Bertin                   | Motobécane | Ret        |      |
| Ret  | Ángel Nieto                  | Minarelli  | Ret        |      |
| Ret  | Clive Horton                 | Morbidelli | Ret        |      |
| Ret  | August Auinger               | MBA        | Ret        |      |
| Ret  | Stefan Dörflinger            | Morbidelli | Ret        |      |
| Ret  | Jean-Claude Selini           | MBA        | Ret        |      |
| Ret  | Per-Edvard Carlsson          | MBA        | Ret        |      |
| Ret  | John Kernan                  | MBA        | Ret        |      |
| Ret  | Barry Smith                  | MBA        | Ret        |      |
| Ret  | Tony Smith                   | Morbidelli | Ret        |      |
| Ret  | Reiner Koster                | MBA        | Ret        |      |
| Ret  | Alojz Pavlič                 | MBA        | Ret        |      |